# 1. Untersuchungsausschuss der 15. Wahlperiode des Deutschen Bundestages
Der 1. Untersuchungsausschuss der 15. Wahlperiode des Deutschen Bundestages wurde am 2. Dezember 2002 von der Bundestagsfraktion der CDU/CSU beantragt. Er wurde am 20. Dezember 2002 eingesetzt und legte am 23. November 2003 seinen Abschlussbericht vor.
Der Ausschuss, der umgangssprachlich als Lügenausschuss bezeichnet wurde, befasste sich mit der Frage, ob die Bundesregierung den Bundestag und die Öffentlichkeit im Jahr 2002 über die Situation des Bundeshaushalts, die Finanzlage der gesetzlichen Kranken- und Rentenversicherung sowie über die Einhaltung der Stabilitätskriterien des EG-Vertrages vor der Bundestagswahl am 22. September 2002 falsch oder unvollständig informiert hat.
Der Ausschuss kam diesbezüglich zu dem Ergebnis, dass der Vorwurf nicht bestätigt werden konnte: „Für den von der Opposition vermittelten Eindruck eines Wahlbetruges konnten keinerlei Anhaltspunkte gefunden werden“. (Abschlussbericht S. 137)
Untersucht wurde insbesondere, inwieweit sich die Bundesregierung innerhalb des Prognose-Spektrums der Wirtschaftsforschungsinstitute hielt, als sie davon ausging, dass in der zweiten Jahreshälfte 2002 eine deutliche konjunkturelle Belebung eintreten würde. Die Bandbreite der Prognosen der Wirtschaftsforschungsinstitute reichte im Sommer 2002 von 0,6 % Wachstum (Deutsches Institut für Wirtschaftsforschung) bis 1,2 % (Institut für Weltwirtschaft), die Bundesregierung erwartete 0,75 %. In den Monaten August/September gab es lediglich einen einzigen ersten Hinweis aus der Wissenschaft, dass der erwartete Herbstaufschwung ausbleiben könnte.
Der Bundesfinanzminister Hans Eichel rechtfertigte sich, dass sich die Bundesregierung wegen eines einzelnen Warnsignals keinesfalls an die Spitze der Pessimisten hätte stellen dürfen. Ohne verlässliche empirische Grundlage wäre das unverantwortlich gewesen. Äußerungen eines Finanzministers seien für die Wirtschaft psychologisch bedeutsam und können selbst ein ökonomischer Faktor werden. Die Beweisaufnahme ergab, dass wegbrechende Steuereinnahmen in dem eingetretenen Umfang weder vom Bundesministerium der Finanzen noch von unabhängigen Wirtschaftsforschungsinstituten vorhergesehen worden waren. Auch bei der Bewertung des „Maastricht-Defizits“ stand das Bundesfinanzministerium mit seiner Einschätzung nicht alleine: Die unabhängigen Wirtschaftsforschungsinstitute erkannten erst im Oktober 2002, dass die Drei-Prozent-Defizitgrenze nicht eingehalten würde. Nur ein einziges Institut, das Institut für Weltwirtschaft, korrigierte schon wenige Tage vor der Wahl seine Prognose auf 3,1 %.